# Боденфельде
Боденфельде (нім. Bodenfelde) — сільська громада в Німеччині, розташована в землі Нижня Саксонія. Входить до складу району Нортгайм.
Площа — 20 км2. Населення становить 3002 ос. (станом на 31 грудня 2021).